# Melanie Miller
Melanie Miller (* Februar 1972 in New Jersey) ist eine US-amerikanische Filmproduzentin und Music Supervisor. Sie erhielt 2023 einen Oscar in der Kategorie Bester Dokumentarfilm für Nawalny.

## Leben
Miller wurde 1972 im US-amerikanischen Bundesstaat New Jersey geboren. Sie arbeitete ab 1998 als Music Supervisor an vielen bekannten Filmen wie God’s Army II – Die Prophezeiung oder zwei Hellraiser-Filmen mit. Im Jahr 2001 arbeitete sie erstmals zusätzlich als unterstützende Produzentin bei Liar's Club mit. Ihre erste Produktion unterstützte sie im selben Jahr bei Jackie Chan's Hong Kong Tour. Im Jahr 2009 gründete sie mit Diane Becker die Produktionsfirma Fishbowl Films. Zusammen produzierten sie Inventing Tomorrow und On the Divide. Ersterer feierte 2018 seine Premiere auf dem Sundance Film Festival. Für den 2022 erschienenen Dokumentarfilm Nawalny über den gleichnamigen russischen Oppositionellen erhielt sie 2023 den Oscar in der Kategorie Bester Dokumentarfilm.

## Filmografie (Auswahl)

### Music Supervisor
- 1998: Shelter
- 1998: God’s Army II – Die Prophezeiung
- 1998: Phantoms
- 1998: Sweet Jane
- 1998: Punk!
- 1998: Blue Christmas
- 2000: Magicians
- 2001: Love & Support
- 2001: Liar's Club
- 2005: Kathy T Gives Good Hoover
- 2005: Hellraiser: Deader
- 2005: Hellraiser: Hellworld
- 2006: Saddie and the Slot Machines
- 2009: Small Town Secret

### Produzentin
- 2001: Jackie Chan's Hong Kong Tour
- 2002: Me and Daphne (Kurzfilm)
- 2006: Save Me (Kurzfilm)
- 2013: Detour – Gefährliche Umleitung
- 2014: 21 Years: Richard Linklater
- 2017: Alaska Is a Drag
- 2018: Ideen für unsere Zukunft
- 2020: Gerichtsverfahren in den Medien (Fernsehserie)
- 2020: Equal (Fernsehserie)
- 2021: On the Divide
- 2022: Nawalny
- 2022: American Pain
- 2022: Stutz
- 2023: Maestra

## Auszeichnungen (Auswahl)
- 2023: Cinema Eye Honor Award in der Kategorie Herausragende Produktion für Nawalny
- 2023: BAFTA in der Kategorie Bester Dokumentarfilm für Nawalny
- 2023: Oscar in der Kategorie Bester Dokumentarfilm für Nawalny